# Erepsia dunensis
Erepsia dunensis là một loài thực vật có hoa trong họ Phiên hạnh. Loài này được (Sond.) Klak mô tả khoa học đầu tiên năm 2000.